# Izrael na Letních olympijských hrách 1996
Izrael se účastnil Letní olympiády v Atlantě. Zastupovalo ho 25 sportovců (18 mužů a 7 žen) v 10 sportech.

## Medailisté
| Medaile | Jméno       | Sport    | Soutěž             |
| ------- | ----------- | -------- | ------------------ |
| Bronz   | Gal Fridman | Jachting | Muži třída Mistral |